# 河西镇 (华亭市)
河西镇，是中华人民共和国甘肃省平凉市华亭市下辖的一个乡镇级行政单位。
2016年，甘肃省民政厅批复同意撤销河西乡，设立河西镇。

## 行政区划
河西镇下辖以下地区：
景儿洼村、建沟村、新庄村、新西村、杨庄村、河南村和河西村。